# ديفيد كابلان (صحفي)
ديفيد كابلان (بالإنجليزية: David Kaplan)‏ هو صحفي أمريكي، ولد في 1955.